# Rio Ramu
O rio Ramu é um rio no norte da Papua-Nova Guiné, sendo um dos maiores do país, com cerca de 720 km de extensão, tendo sua nascente formada na Cordilheira Kratke Range, de onde viajam cerca de 720 km (398 milhas) a noroeste até desaguar no Mar de Bismarck.
O rio corre para noroeste através da grande Depressão Central, onde recebe numerosos riachos que saem  das cordilheiras de Bismarck ao sul e das cordilheiras de Finisterre e Adelbert ao norte. Nos últimos 100 km de seu percurso de aproximadamente 720 km, ele flui diretamente para o norte, até o Mar de Bismarck.